# Counterpoints
Albums de Argent
Circus
(1975)
Counterpoints est le septième et dernier album studio du groupe britannique de rock Argent. Il est sorti en 1975 sur le label RCA Records.

## Histoire
Il s'agit du deuxième album du groupe avec les guitaristes John Grimaldi (également auteur de la pochette) et John Verity (en), et du seul album d'Argent paru chez RCA Records.
Le batteur Bob Henrit, souffrant, est remplacé par Phil Collins pour une partie des séances d'enregistrement.

## Fiche technique

### Chansons
Toutes les chansons sont écrites et composées par Rod Argent, sauf mention contraire.
| 1. | On My Feet Again           |               | 3:08 |
| 2. | I Can't Remember, but Yes  |               | 3:11 |
| 3. | Time                       | Jim Rodford   | 7:20 |
| 4. | Waiting for the Yellow One | John Grimaldi | 2:48 |
| 5. | It's Fallen Off            |               | 2:44 |

| 6. | Be Strong          | 4:14 |
| 7. | Rock and Roll Show | 4:04 |
| 8. | Butterfly          | 3:02 |
| 9. | Road Back Home     | 7:41 |

### Musiciens
- Rod Argent : claviers, chant
- John Verity (en) : guitare, chant
- John Grimaldi : guitare, lap steel guitar
- Jim Rodford : basse, chant
- Bob Henrit : batterie, percussions
- Phil Collins : batterie

### Équipe de production
- Rod Argent, Chris White, Tony Visconti : producteurs
- John Grimaldi : illustration de la pochette